# Медичний коледж леді Гардіндж
Медичний коледж (імені) леді Гардіндж (англ. Lady Hardinge Medical College, LHMC) — медичний коледж в Делі, Індія, заснований в 1914 році віце-королем Індії Чарлзом Гардінджом та названий на честь його дружини. Коледж почав приймати студентів в 1916 році, спочатку лише жінок, а починаючи з 1970 року — обох статей. З 1950 року коледж афілійований з Делійським університетом.